# Domicella
Domicella é uma comuna italiana da região da Campania, província de Avellino, com cerca de 1.561 habitantes. Estende-se por uma área de 6 km², tendo uma densidade populacional de 260 hab/km². Faz fronteira com Carbonara di Nola (NA), Lauro, Liveri (NA), Marzano di Nola, Pago del Vallo di Lauro, Palma Campania (NA).

## Demografia
| Variação demográfica do município entre 1861 e 2011                               |
|                                                                                   |
| Fonte: Istituto Nazionale di Statistica (ISTAT) - Elaboração gráfica da Wikipedia |